# やまぐち産業振興財団
公益財団法人やまぐち産業振興財団（こうえきざいだんはうじんやまぐちさんぎょうしんこうざいだん） は、山口県内の産業技術の振興を目的として、山口県や県内市町村からの出損金により設立された公益法人。

## 概要
山口県の産業技術の高度化、中小企業等の振興発展及び新たな産業の創出を総合的に支援し、もって広く県内産業の振興と魅力ある地域社会の建設に寄与することを目的とする公益法人である。近年では山口銀行等と投資事業有限責任組合を創設し地場企業への投資を行うなどしている。山口県の外郭団体としては、山口県社会福祉事業団に次ぐ基本財産規模を持つ公益法人である。

## 経緯
- 1983年10月 設置
- 2009年1月　やまぐち地域総合支援ファンド創設
- 2013年4月　やまぐち夢づくり産業支援ファンド創設

## 本部所在地
山口県山口市熊野町１−１０ニューメディアプラザ山口10階

## 基本財産
3,783百万円 （うち、山口県の出損額：2,601百万円/68.7%）